# 蒂瓦瓦內
蒂瓦瓦內是非洲國家塞內加爾西部的城市，由捷斯區負責管轄，距離首都達喀爾92公里，海拔高度56米，是一個重要的商業中心，2007年人口39,755。

## 外部連結
- （英文） Maps, weather and airports for Tivaouane
- （法文） Site du CEM Ababacar Sy （页面存档备份，存于） (Collège d'enseignement moyen de Tivaouane)